# Stephen South
Stephen South,  britanski dirkač Formule 1, *19. februar 1962, Harrow, Middlesex, Anglija, Združeno kraljestvo.
Stephen South je upokojeni britanski dirkač Formule 1. V sezoni 1977 je osvojil prvenstvo Britanske Formule 3. V svoji karieri Formule 1 je nastopil le na dirki za  Veliko nagrado zahodnih ZDA v sezoni 1980, ko se mu z dirkalnikom McLaren M29 ni uspelo kvalificirati na dirko. 

## Popolni rezultati Formule 1
(legenda) (odebeljene dirke pomenijo najboljši štartni položaj, poševne pa najhitrejši krog, †-uvrščen kljub odstopu)
| Leto | Moštvo                  | Šasija      | Motor       | 1   | 2   | 3   | 4        | 5   | 6   | 7   | 8  | 9   | 10  | 11  | 12  | 13  | 14  | Prv | Toč |
| ---- | ----------------------- | ----------- | ----------- | --- | --- | --- | -------- | --- | --- | --- | -- | --- | --- | --- | --- | --- | --- | --- | --- |
| 1980 | Marlboro Moštvo McLaren | McLaren M29 | Cosworth V8 | ARG | BRA | JAR | ZZDA DNQ | BEL | MON | FRA | VB | NEM | AVT | NIZ | ITA | KAN | ZDA | -   | 0   |